# كانبان (هندسة برمجيات)
كانبان (بالإنجليزية: Kanban)‏ هي طريقة لإدارة العمل المعرفي مع التركيز على الإنتاج المبرمج بطريقة لا تثقل كاهل أعضاء الفريق. تعرض هذه الطريقة للمشاركين في العمل عرضاً كاملاً بدءاً من تعريف المهام حتى تسليم المنتج للزبون. تعتمد الفكرة على أن يختار أفراد الفريق مهام العمل من طابور.
كانبان في سياق تطوير البرمجيات قد تعني نظامًا مرئيًّا لتطوير وإدارة العمليات يبيّن ما الذي ينبغي إنتاجه ومتى ينبغي ذلك وكيفية الإنتاج - وقد استوحي هذا من نظام إنتاج تويوتا. وعمليات التصنيع الرشيق.

## عرض عام
كان ديفيد أندرسون من أوائل من صاغوا طريقة الكانبان لتطبيقات تكنولوجيا المعلومات وتطوير البرمجيات، وذلك في كتابه "Kanban" والذي أصدره عام 2010. من المساهمات المبكرة في هذا المجال مساهمة كوري لاداس في كتاب أصدر عام 2009 بعنوان "Scrumban" فقد كان أول من اقترح الكانبان كبديل لـScrum في مجال تطوير البرمجيات. يرى كوري في كتابه أن سكرامبان هو نقلة من نقطة بداية سكرام إلى الوجهة «كانبان».